# Luke Ayling
Luke David Ayling (Londra, 25 agosto 1991) è un calciatore inglese, difensore del Middlesbrough.

## Caratteristiche tecniche
Terzino destro - tatticamente versatile - in grado di coprire il ruolo di centrale difensivo o di adattarsi a centrocampo.

## Carriera
Proveniente dal vivaio dell'Arsenal, il 17 marzo 2010 passa in prestito per un mese allo Yeovil Town, in League One. Esordisce tra i professionisti il 2 aprile contro il Southend United, sostituendo Kieran Murtagh al 34' della ripresa.
Il 14 aprile le due società si accordano per l'estensione del prestito fino al termine della stagione. In scadenza di contratto con i Gunners, il 30 giugno passa a parametro zero allo Yeovil Town, legandosi per due anni alla società biancoverde. L'11 maggio 2012 rinnova il proprio contratto fino al 2014.
Il 19 maggio 2013 i Gloves - grazie al successo ottenuto ai danni del Brentford nella finale play-off disputata a Wembley - vengono promossi per la prima volta nella storia in Championship.
L'8 luglio 2014 passa a parametro zero al Bristol City, sottoscrivendo un contratto di tre anni. Il 22 marzo 2015 la squadra si aggiudica il Johnstone's Paint Trophy. A questo successo segue la promozione - ottenuta con tre giornate d'anticipo - in Championship.
L'11 agosto 2016 firma un contratto valido per tre stagioni con il Leeds.

## Statistiche

### Presenze e reti nei club
Statistiche aggiornate al 13 gennaio 2024.
| Stagione            | Squadra             | Campionato          | Campionato | Campionato | Coppe nazionali | Coppe nazionali | Coppe nazionali | Coppe continentali | Coppe continentali | Coppe continentali | Altre coppe | Altre coppe | Altre coppe | Totale | Totale |
| Stagione            | Squadra             | Comp                | Pres       | Reti       | Comp            | Pres            | Reti            | Comp               | Pres               | Reti               | Comp        | Pres        | Reti        | Pres   | Reti   |
| ------------------- | ------------------- | ------------------- | ---------- | ---------- | --------------- | --------------- | --------------- | ------------------ | ------------------ | ------------------ | ----------- | ----------- | ----------- | ------ | ------ |
| 2009-mar. 2010      | Arsenal             | PL                  | 0          | 0          | FACup+CdL       | 0               | 0               | UCL                | 0                  | 0                  | -           | -           | -           | 0      | 0      |
| mar.-giu. 2010      | Yeovil Town         | FL1                 | 4          | 0          | FACup+CdL       | -               | -               | -                  | -                  | -                  | FLT         | -           | -           | 4      | 0      |
| 2010-2011           | Yeovil Town         | FL1                 | 37         | 0          | FACup+CdL       | 1+1             | 0               | -                  | -                  | -                  | FLT         | 1           | 0           | 40     | 0      |
| 2011-2012           | Yeovil Town         | FL1                 | 44         | 0          | FACup+CdL       | 3+1             | 0               | -                  | -                  | -                  | FLT         | 0           | 0           | 48     | 0      |
| 2012-2013           | Yeovil Town         | FL1                 | 39+3       | 0          | FACup+CdL       | 0+2             | 0               | -                  | -                  | -                  | FLT         | 3           | 0           | 47     | 0      |
| 2013-2014           | Yeovil Town         | FLC                 | 42         | 2          | FACup+CdL       | 2+2             | 0+1             | -                  | -                  | -                  | -           | -           | -           | 46     | 3      |
| Totale Yeovil Town  | Totale Yeovil Town  | Totale Yeovil Town  | 166+3      | 2          |                 | 12              | 1               |                    | -                  | -                  |             | 4           | 0           | 185    | 3      |
| 2014-2015           | Bristol City        | FL1                 | 46         | 4          | FACup+CdL       | 5+1             | 0               | -                  | -                  | -                  | FLT         | 6           | 0           | 58     | 4      |
| 2015-2016           | Bristol City        | FLC                 | 33         | 0          | FACup+CdL       | 2+1             | 0               | -                  | -                  | -                  | -           | -           | -           | 36     | 0      |
| ago. 2016           | Bristol City        | FLC                 | 1          | 0          | FACup+CdL       | 0               | 0               | -                  | -                  | -                  | -           | -           | -           | 1      | 0      |
| Totale Bristol City | Totale Bristol City | Totale Bristol City | 80         | 4          |                 | 9               | 0               |                    | -                  | -                  |             | 6           | 0           | 95     | 4      |
| ago. 2016-2017      | Leeds               | FLC                 | 42         | 0          | FACup+CdL       | 0+1             | 0               | -                  | -                  | -                  | -           | -           | -           | 43     | 0      |
| 2017-2018           | Leeds               | FLC                 | 27         | 0          | FACup+CdL       | 0+4             | 0               | -                  | -                  | -                  | -           | -           | -           | 31     | 0      |
| 2018-2019           | Leeds               | FLC                 | 38+2       | 2          | FACup+CdL       | 1+1             | 0               | -                  | -                  | -                  | -           | -           | -           | 42     | 2      |
| 2019-2020           | Leeds               | FLC                 | 37         | 4          | FACup+CdL       | 1+0             | 0               | -                  | -                  | -                  | -           | -           | -           | 38     | 4      |
| 2020-2021           | Leeds               | PL                  | 38         | 0          | FACup+CdL       | 0               | 0               | -                  | -                  | -                  | -           | -           | -           | 38     | 0      |
| 2021-2022           | Leeds               | PL                  | 26         | 2          | FACup+CdL       | 1+1             | 0               | -                  | -                  | -                  | -           | -           | -           | 28     | 2      |
| 2022-2023           | Leeds               | PL                  | 29         | 2          | FACup+CdL       | 2+1             | 0               | -                  | -                  | -                  | -           | -           | -           | 32     | 2      |
| 2023-gen. 2024      | Leeds               | FLC                 | 14         | 1          | FACup+CdL       | 1+1             | 0               | -                  | -                  | -                  | -           | -           | -           | 16     | 1      |
| Totale Leeds        | Totale Leeds        | Totale Leeds        | 251+2      | 11         |                 | 15              | 0               |                    | -                  | -                  |             | -           | -           | 268    | 11     |
| gen.-giu. 2024      | Middlesbrough       | FLC                 | 1          | 0          | FACup+CdL       | 0               | 0               | -                  | -                  | -                  | -           | -           | -           | 1      | 0      |
| Totale carriera     | Totale carriera     | Totale carriera     | 503        | 17         |                 | 36              | 1               |                    | -                  | -                  |             | 10          | 0           | 549    | 18     |

## Palmarès

### Club

#### Competizioni giovanili
- Premier Academy League: 1

Arsenal: 2008-2009
- FA Youth Cup: 1

Arsenal: 2008-2009

#### Competizioni nazionali
- Football League One: 1

Bristol City: 2014-2015
- Football League Trophy: 1

Bristol City: 2014-2015
- Campionato inglese di seconda divisione: 1

Leeds United: 2019-2020